# Lermineral

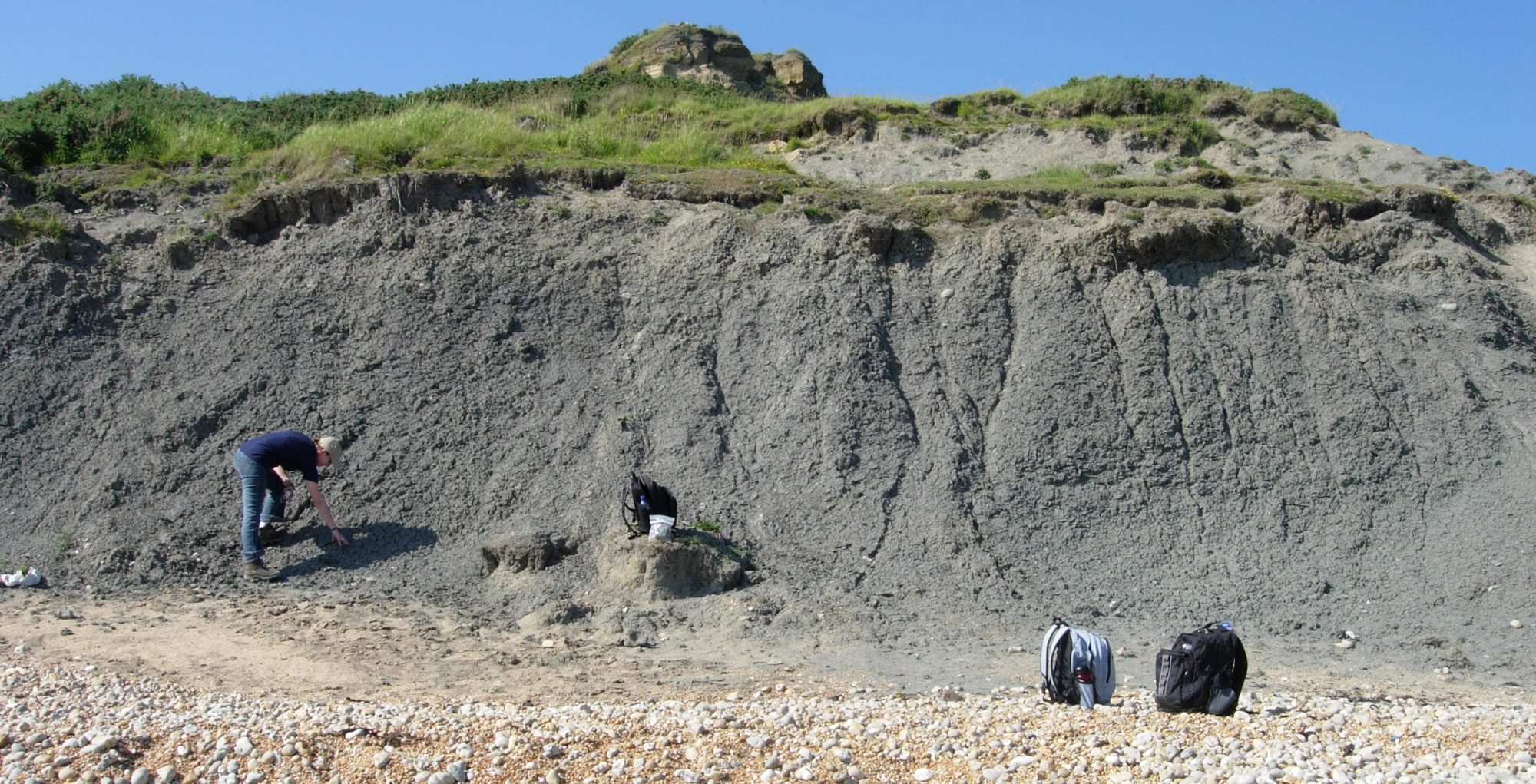
Oxfordlera i Weymouth som härstammar från Juraperiden.

Lermineral är en sammanfattande term för de mineral som bildar partiklar i kornstorleken ler. Beroende på kemisk form, brukar lermineral delas upp i 1:1-lermineral och 2:1-lermineral.

## 1:1-lermineral
Dessa lermineral består av ett tetraedriskt kiselskikt och ett oktaedriskt aluminiumskikt, som hålls samman genom vätebindning med gemensamma syreatomer. Sålunda kan varken vatten eller katjoner komma in mellan de båda skikten.
Dessa lermineral kännetecknas av en låg katjonbyteskapacitet, liten specifik yta och avsaknad av krympande och svällande egenskaper.
Det vanligaste 1:1-lermineralet är tveklöst kaolinit, men även halloysit, nakrit och dickit räknas hit.
I boken The Geochemistry of Natural Waters av James I. Drever på sidan 70 och 71 står att skikten hålls samman av Van der Waals-krafter, den svaga attraktion mellan två skikt. De är mycket svagare än elektrostatiska krafter. Därför är dessa lermineral mjuka mineraler.

## 2:1-lermineral
Dessa lermineral kännetecknas av ett oktaedriskt skikt mellan två tetraedriska skikt. Man brukar särskilja tre huvudgrupper bland 2:1-lermineralen: smektit, vermikulit och illit.

### Smektit
Lermineralgruppen smektit kännetecknas av en kraftg expansion vid väta och kraftig kompaktion vid torka. På smektitrika jordar resulterar kompaktionen i stora sprickor, där växtrötterna lätt kan tränga ner i marken. Vid uppvätning expanderar jorden, varpå sprickorna försvinner.
Smektit kännetecknas av en mycket hög specifik yta, som ger en hög katjonbyteskapacitet. Speciellt den inre specifika ytan är mycket stor, ca 5-7 ggr större än den yttre specifika ytan. Dessutom får smektit-rika jordar hög plasticitet och hög kohesion. 
Det vanligaste smektitmineralet är montmorillonit. Andra smektikmineral är beidelit, nontronit och saponit.

### Vermikulit
Lermineralgruppen vermikulit har egenskaper som liknar smektits. Dock blir krympningen och svällningen lite lägre för vermikulit än för smektit. Däremot är katjonbyteskapaciteten ännu större för vermikulit än för smektit. 

### Illit
Lermineralgruppen illit kallas även för finglimmer. Illitpartiklar är betydligt större än smektit-partiklar och vermikulitpartiklar. Dessutom får illit inga svällande och krympande egenskaper och således ingen inre specifik yta. Resultatet blir att katjonbyteskapaciteten blir betydligt lägre för illit än för övriga 2:1-lermineral.
En intressant egenskap för illit är att kalium binds hårt till illit, vilket förhindrar svällning vid väta. Då en ammoniumjon har samma laddning och samma jonradie som en kaliumjon, innebär det att stora mängder ammonium kan bindas till illitpartiklarna.